# Rábapordány
Rábapordány è un comune di 1 150 abitanti situato nella contea di Győr-Moson-Sopron, nell'Ungheria nordoccidentale.